# العلاقات المصرية النيجيرية
العلاقات المصرية النيجيرية تشير إلى العلاقات الثنائية بين نيجيريا ومصر.

## تاريخ العلاقات
- تعد نيجيريا واحدة من أكبر ثلاث كيانات في القارة الأفريقية، وتعود العلاقات الثنائية إلى مطلع الستينيات عقب استقلالها عام 1960، حيث تبادلت مصر ونيجيريا العلاقات الدبلوماسية عام 1961، حيث افتتحت مصر سفارة لها في لاجوس، ثم نقلت للعاصمة الجديدة أبوجا عام 2001، وارتكزت في البداية على الجوانب السياسية، وخاصة المشاركة في دعم القضايا الأفريقية، وتأسيس منظمة الوحدة الأفريقية وتصفية الاستعمار، وتمثلت إرهاصات العلاقات الاقتصادية في تبادل تشغيل الخطوط الجوية لمصر للطيران وفتح مكتب لشركة النصر للتصدير والاستيراد في لاجوس.
- علاقات مميزة بين الرؤساء: سعي الرئيس الراحل عبد الناصر إلي دعم أواصر الصداقة بينه وبين أول رئيس وزراء لنيجيريا عقب الاستقلال عام 1960، وهو ما أسفر عن بدء التمثيل الدبلوماسي وافتتاح المركز الثقافي المصري في كانو وتوطيد العلاقات بين الشعبين خاصةً في المجالات الثقافية والارتباط التاريخي بالأزهر الشريف.
- شهدت العلاقات المصرية النيجيرية ازدهاراً كبيراً حيث توافد المئات من الخبرات البشرية المصرية للعمل في نيجيريا بنظام التعاقد الخاص (أطباء- مهندسين- أساتذة- خبراء زراعيين- إلخ).[1][2]

## الزيارات الثنائية

### الزيارات المتبادلة عام 2010

#### من الجانب المصرى
- السيد المهندس/ حسن صقر رئيس المجلس الأعلي للرياضة لحضور اجتماع المكتب التنفيذي للمجلس الأعلي للرياضة في أفريقيا (12-14 مايو 2010).
- زيارة السيد وزير الزراعة المصري / امين أباظه للمشاركة في المؤتمر رفيع المستوي للأعمال والصناعات الزراعية في أفريقيا 8- 10 مارس 2010.
- زيارة السيد الأستاذ الدكتور رئيس مجلس الوزراء/ احمد نظيف لرئاسة وفد مصر في قمة مجموعة الثماني النامية الـ D8 (8 يوليو 2010).

#### من الجانب النيجيرى
- زيارة وفد الهيئة الوطنية للمتاحف والآثار النيجيرية لبحث التعاون في مجال الآثار وإدراج بعض الآثار النيجيرية ضمن قائمة التراث العالمي (23-27 فبراير 2010).
- زيارة وفد المتحف الوطني للفن النيجيري التابع لوزارة الثقافة النيجيرية في (30 مارس- 5 أبريل 2010) إلي القاهرة والإسكندرية لبحث إقامة أول معرض نيجيري للفن المرئي والتشكيلي في دار الأوبرا ومكتبه الإسكندرية في شهر يوليو 2010 .
- زيارة السيد وزير العلوم والتكنولوجيا النيجيري إلي القاهرة للمشاركة في افتتاح الجامعة اليابانية المصرية للعلوم والتكنولوجيا (3 يونيو 2010).
- زيارة السكرتير الدائم لوزارة الخارجية النيجيرية إلي القاهرة أواخر يونيو 2010 ولقائه بالسيد الوزير من اجل تسليم الدعوة الرئاسية الخاصة بقمة الثماني النامية الـ D8 ، حيث تم خلال الزيارة بحث دفع العلاقات الثنائية.
- زيارة السيد وزير العلوم والتكنولوجيا النيجيري إلي في الفترة من 11 إلى 15 يوليو 2010.
- قام وزير خارجية نيجيريا بزيارة للقاهرة في الفترة 30-31 أكتوبر 2010 حيث التقي بالسيد وزير الخارجية حيت اتفق الوزيران علي إحياء اللجنة المشتركة بين البلدين مع الاتفاق علي تنشيط آلية للتشاور السياسي بصورة منتظمة بين البلدين، وقد التقي الوزير النيجيري بكل من السادة وزراء الداخلية والتعاون الدولي، والصحة حيث تباحث معهم حول سبل تدعيم علاقات التعاون بين البلدين في العديد من المجالات. كما صاحب الوزير النيجيري وفد من رجال الأعمال النيجيريين الذين التقوا بنظرائهم المصريين حيث تم الاتفاق على بحث فرص تنشيط التبادل التجاري بين البلدين.

## العلاقات الاقتصادية والتجارية بين البلدين
يتمثل وجود الشركات المصرية في:
أ- بدأت خطوط «مصر للطيران» تعمل في نيجيريا منذ الستينيات، وقد توجت جهود السفارة مع السلطات النيجيرية بافتتاح خط مباشر لشركة مصر للطيران من أبوجا إلي القاهرة في يونيه 2009 حيث شهد إقبالاً نيجيريا كبيراً وبلغت نسبة الإشغال علي الخط نحو 80%. فضلاً عن وجود خطوط مباشرة أخرى إلي ولايتي (كانو الشمالية ولاجوس الجنوبية)، ويبلغ عدد الرحلات حالياً 14 رحلة أسبوعيا إلي القاهرة.
ب- بدأ نشاط شركة «المقاولون العرب» في نيجيريا عام 1991، ونفذت أعمالا إنشائية عدة في نيجيريا كان منها مبنى هيئة التأمين، ومقر سوق الأوراق المالية في أبوجا، وقصر سلطان المسلمين في «صكتو»، ومبني دار السكن الخاص بالسفارة كما تولت بعض المشروعات الكبري في العاصمة أبوجا وولايات الجنوب، ويصل حجم أعمالها حالياً حوالي 767 مليون دولار وهي تعاقدات خلال الفترة من 2010-2012 .
د- دخلت «أوراسكوم» للبناء السوق النيجيري منذ عام 2005، ويبلغ اجمالى استثماراتها 600 مليون دولار، حيث قامت ببناء وتسليم أكبر مصنع للأسمنت في منطقة غرب أفريقيا بمدينة كالابار جنوب نيجيريا في مارس 2009.بالإضافة إلى تواجد كل من كما تعمل شركة "EGYPRO" وشركة «مانتراك» للأجهزة الكهربائية وشركة السويدي للكابلات في السوق النيجيرية خلال السنوات الاخيرة.
مجلس الأعمال بين مصر ونيجيريا: تم إقامة مجلس الأعمال النيجيري المصري في مايو2008 وتسجيله لدي الجهات النيجيرية عام 2009 كما ساهمت السفارة في إقامة محفل مناظر في القاهرة باسم مجلس الأعمال المصري النيجيري، وقد ضم المجلسين الشركات المصرية الرائدة (المقاولـون العرب ـ أوراسكو ـ السويدى ـ مصر للطيران) وجارى الإعداد لزيارات متبادلة بين المجلسين بهدف الترويج للإستثمار والمنتجات المصرية، ويمثل مجلسي الأعمال آلية رئيسية في دعم العلاقات التجارية مع نيجيريا، ودعماً كبيراً لعمل البعثة وإتصالاتها مع الجهات الرسمية النيجيرية.

### الترويج للوجود المصري
أ- حرصت البعثة على تعزيز التعاون مع نيجيريا وهو ما أسفر عنه فتح الباب لإستقدام حوالي 150 طبيب مصرى، وعدد من الأساتذة المصريين للتدريس بالجامعات النيجيرية علي نفقة الجانب النيجيري، فضلاً عن قيام الجانب النيجيري بإيفاد نحو 100 طالب للدراسة بكليات الطب المصرية علي نفقتهم الكاملة. كما شجعت السفارة هيئة التلفزيون النيجيري على افتتاح أول مكتب إقليمي لها في مصر والشرق الأوسط اعتباراً من يناير 2010 .
ب- ساهم الترويج للسياحة العلاجية في مصر إلي جذب العديد من النيجيريين وقد تزايد حجم السياحة العلاجية والمتحصلات القنصلية خلال السنوات الأخيرة بمقدار 40% حيث منحت السفارة والقنصلية في لاجوس نحو 6500 تأشيرة علاجية عام 2009.
ج- إقامة الأسبوع الثقافي المصرى النيجيري ولأول مرة في تاريخ العلاقات مرتين في عام 2008 و2009 في أكبر فنادق العاصمة أبوجا (الهيلتون) وتضمنا (معرض ومسابقة فنية بالتنسيق مع المتحف الوطنى للفن النيجيرى- أسبوع للأكلات المصرية ـ حفل فنى حضره 800 مدعو، شاركت في إحياؤه فرقتى الإسماعيلية وسوهاج للفنون الشعبية).
د- تم إقامة معرضين تجاريين في عامى 2008/2009 للشركات المصرية في نيجيريا على هامش فعاليات الأسبوع الثقافى تضمن الترويج لها وشركة (مصر للطيران)، والتي شهد عام 2009 افتتاح الخط الجديد للشركة إلى أبوجا -بناء علي جهود السفارة - ليصبح عدد رحلاتها إلى نيجيريا 14 رحلة أسبوعية في ثلاثة نقاط هبوط (كانو / أبوجا / لاجوس).

### التبادل التجاري والإقتصادي بين مصر ونيجيريا
1- بلغت الصادرات المصرية لنيجيريا عام 2009 حوالى 116 مليون دولار بزيادة قدرها 160% مقارنة بعام 2008 والتي بلغت فيه حوالي 73 مليون دولار وتشمل أهم الصادرات المصرية (الأسمدة- معدات ثقيلة- الأسلاك النحاسية- الإطارات- محضرات غذائية- المحولات الكهربائية- مواسير ألمونيوم - مواد كيماوية- مطبوعات وكتب)، وقد جاءت القفزة التصديرية الملحوظة خلال عام 2009 نتيجة إدخال سلع مصرية جديدة إلي السوق النيجيري ومن أهمها المحضرات الغذائية وكذا الزيادة الكبيرة في بعض البنود التصديرية ومن بينها الأسمدة والماكينات الثقيلة وكتب ومطبوعات ومواد الطلاء.
2- بلغت الواردات المصرية من نيجيريا عام 2009 حوالى 1,4 مليون دولار مقارنة بحوالي 3,3 مليون دولار عام 2008، بانخفاض يقارب 50% من حجم الواردات عام 2008، وقد انحصرت الواردات المصرية خلال عام 2009 في السلع الزراعية وأهمها بذور السمسم " نصف مليون دولار" والصمغ العربي " نصف مليون دولار" ومنتجات الصناعة التقليدية "، وكتل خشبية وخلافه....

## العلاقات الثقافية بين البلدين
الدورات والمنح التدريبية السنوية المقدمة إلى نيجيريا:
توفر مصر عن طريق وزارة التعليم العالى 10 منح جامعية سنوياً، ومنحتين لتعليم اللغة العربية بالإضافة إلى الازهر الشريف الذي يخصص 25 منحة دراسية كل عام دراسى لأبناء نيجيريا للدراسة بجامعات ومعاهد الأزهر الشريف، كما تقدم مصر عدد من المنح لتدريب المتخصصين النيجيريين في مجالى الاعلام والزراعة.

## الإطار التعاقدى
- مذكرة تفاهم للتشاور السياسي بين وزارتي خارجية البلدين (موقعة في عام 2000).
- بروتوكول تعاون بين معهدي الدراسات الدبلوماسية بالبلدين (موقع في عام 2000).
- اتفاقية تشجيع وحماية الاستثمارات (موقعة في عام 2000).
- اتفاقية التجارة تحديثا لاتفاقية 1968 (موقعة في عام 2002).
- اتفاقية التعاون الاقتصادي والعلمي والفنى (موقعة في عام 1982).
- مذكرات تفاهم في مجال النقل الجوى موقعة (2007).
- مذكرة تفاهم بين مركزى تنمية الصادرات في البلدين (1998).
- اتفاقية التعاون الثقافى والعلمى (موقعة في عام 1974)،
- مذكرة تفاهم في مجال الصحة والدواء (موقعة في عام 2002).
- مذكرة تفاهم في مجال الري بين وزارتي الري في البلدين (عام 2002)
- مذكرة تفاهم في مجال الاتصالات وتكنولوجيا المعلومات (عام 2004).
- مذكرة تفاهم في مجال توحيد المعايير (يونيو 2007).